# Bukarests norra järnvägsstation
Bukarests norra järnvägsstation (rumänska: Gara București Nord eller Gara de Nord) är Bukarests och Rumäniens största järnvägsstation. Det är en säckstation som har 14 spår.
Järnvägsstationen byggdes ursprungligen mellan 1868 och 1872 och började trafikeras 13 september 1872. Den trafikeras av statliga Căile Ferate Române samt av privata bolag. Utöver den inhemska trafiken har stationen förbindelser med Budapest, Chișinău, Istanbul, Sofia och Wien.